# Dipikrylamin
Dipikrylamin (auch Aurantia oder Kaisergelb) ist ein Teerfarbstoff, der früher zum Färben von Wolle und Seide und vor allem von Leder eingesetzt wurde. Das ziegelrote Pulver färbt prachtvoll gelb. Emil Kopp entdeckte 1873 den Farbstoff. Manchmal wird das Ammonium- oder Natriumsalz des Dipikrylamins als Aurantia bezeichnet. Der Stoff fällt in den Geltungsbereich des Sprengstoffgesetzes und wird in der Anlage II in die Stoffgruppe A eingeteilt.

## Gewinnung und Darstellung
Durch eine Kondensation von 2,4-Dinitrochlorbenzol und Anilin gewinnt man zunächst das 2,4-Dinitrodiphenylamin, welches in einer Mischung aus konzentrierter Schwefelsäure und Salpetersäure zum Dipikrylamin nitriert wird.

## Eigenschaften
Die Verbindung ist im trockenen Zustand durch Schlag, Reibung, Wärme und andere Zündquellen besonders explosionsgefährlich und fällt im Umgang unter das Sprengstoffgesetz.
| Sauerstoffbilanz           | −52,8 %[2]                                       |
| Stickstoffgehalt           | 22,33 %[2]                                       |
| Normalgasvolumen           | 913 l·kg−1[2]                                    |
| Explosionswärme            | 4042 kJ·kg−1 (H2O (l)) 3975 kJ·kg−1 (H2O (g))[2] |
| Spezifische Energie        | 1098 kJ·kg−1 (112 mt/kg)[2]                      |
| Bleiblockausbauchung       | 32,5 cm3·g−1[2]                                  |
| Detonationsgeschwindigkeit | 7200 m·s−1[2]                                    |
| Stahlhülsentest            | Grenzdurchmesser 5 mm[2]                         |
| Schlagempfindlichkeit      | 12 Nm[2]                                         |
| Reibempfindlichkeit        | bis 353 N Stiftbelastung keine Reaktion[2]       |

## Verwendung
Die Verbindung wurde in Mischungen mit Trinitrotoluol und Aluminium als Unterwassersprengstoff (→ Schießwolle 36) verwendet.